# Brigitte Thiriet
Pour les articles homonymes, voir Thiriet.
Brigitte Thiriet (née le 11 août 1956 à Lunéville) est une pongiste française.
Elle est triple championne de France en simple en 1976, 1978 et 1986, 13 titres en double dames (dont trois avec Patricia Germain) et quatre en double mixte avec Christian Martin. Elle fait partie de l'équipe de France avec Claude Bergeret et Jacques Secrétin, et au niveau international elle remporte la médaille de bronze en double en 1976 lors des championnats d'Europe.

## Carrière en Clubs
- 1981-1986 à DSC Kaiserberg en Bundesliga allemande
- 1987 au SLUC Nancy en Nationale 1